# サリカ法典
サリカ法典（サリカほうてん、ラテン語: Lex Salica） は、フランク人サリー支族が建てたフランク王国の法典。ラテン語で記述されているが、ローマ法とは異なり法典の内容は刑法的規定が大部分であり、各種の犯罪行為に対する罰金（金銭賠償・贖罪金）のカタログの様相がある。
現存するサリカ法典は写本が約80あり、各写本の間にはかなり大きな異動がある。原法典は現存しない。
歴史的に注目されるのは相続条項であり、サリカ法の相続条項を参照して女王及び女系継承を禁じたフランス王国の王位継承法（王国基本法　lois du royaume、lois fondamentales、lois constitutionnelles）や、それに準じた他国の相続方式に影響を与えた。
一方で一般法としてのサリカ法典の通用性については研究者の間では否定的に考えられており、この法テクストが日常的な法実務において用いられていた可能性は実証的に否定されている。

## 概要
原型が成立したのはフランク王国メロヴィング朝の初代の王クローヴィスの晩年に当たる6世紀の初頭と考えられ、今日には8世紀後半以降の写本が伝わる。サリー人のゲルマン慣習法に、ブルグント族法典のような他のゲルマン部族法典の要素や、成立したばかりのフランク王権に関わる規定を取り入れて成立したとみられる。
その後、改定を受けながらカール大帝の時代にも適用された。しかしフランク王国が分裂、消滅し、その版図に成立した各国の王権が弱かったため、次第に効力を失っていったが、その影響は後世に残った。

## 相続条項
第59章で女性の土地相続を否定している。この条項がしばしばヨーロッパの王位継承に関して持ち出され、女性王位継承に対して否定的な陣営にとって根拠にされた。
この条項は中世のサリー系フランク人と呼ばれる集団が、4世紀以降トクサンドリア地方においてサリー系フランク人とシカンブリ人を核にして、ローマ系住民を含めた様々な人々がローマ帝国の同盟軍として共同の兵役を務めた中から形成されたことに起源を持っている。この兵役勤務者に与えられた入植地をテラ・サリカと呼び、兵役を務める男子のみに継承を許したと想定されている。このテラ・サリカをめぐる事情から後世、フランク人のもとでは男子のみ土地相続とそれに伴う王位・爵位を得られると解釈された。女系の相続権はあり、男子がいない場合、女子の配偶者や息子が土地相続者となった。
フランス王国では、他家（特にプランタジネット家）の干渉を恐れて、サリカ法を根拠として女系を含む女性の王位継承権を廃止したため、女王が選出されることがなかった。ただし諸侯にはその法は採用されていない。14世紀にフランスでカペー朝が断絶すると、イングランド王エドワード3世（母イザベラがフィリップ4世の娘）が女系の継承権を主張したために百年戦争が勃発した。戦争でイングランドが優位に立つと、ヘンリー6世がイングランドとフランスの王を兼ねると宣言されたが、結局フランスが勝利したため、ヴァロワ朝、ブルボン朝を通じてサリカ法に基づく王位継承が行なわれた。
ドイツでも一般にサリカ法が採用されていた。一例を挙げると、ハノーファー選帝侯（のち国王）は1714年以来イギリス国王を兼ねていたが（ハノーヴァー朝）、1837年のヴィルヘルム（ウィリアム4世）の没後、姪のヴィクトリア女王がイギリス王位を継承すると、サリカ法を採るハノーファーはヴィルヘルムの弟（ヴィクトリアの叔父）エルンスト・アウグストを国王とし、同君連合を解消した。
長くドイツの影響下にあったルクセンブルクでは1815年の大公国成立以来、オラニエ＝ナッサウ家のオランダ国王が大公を兼ねる同君連合が組まれていたが、1890年にオランダでウィルヘルミナ女王が即位すると、女系継承の規定がないルクセンブルクは同君連合を解消し、遠縁に当たるナッサウ＝ヴァイルブルク家のアドルフを大公に迎えた。だが2代で男子が絶えてしまったため、継承法を改定して女子の継承を認めることとなり、女大公が2代続いた（マリー＝アデライド、シャルロットの姉妹）。
スペインでは、従来は女性の王位継承が認められていたが、フランスのブルボン朝（スペインではボルボン朝）から入ったフェリペ5世が1713年王位継承法を制定してサリカ法導入に踏み切った（ただし、男系が絶えた場合の女子の相続は例外的に認めた）。しかし、曾孫のフェルナンド7世には男子が生まれなかった。彼は娘のイザベル（後のイサベル2世）に王位を継がせるため、1830年に国事詔書を発して1713年王位継承法の廃止を宣言した。しかし、フェルナンド7世に不満を抱く保守派は宣言は無効として次弟のカルロスを次期王位継承者として擁立し、1833年から3度にわたってカルリスタ戦争を引き起こした。20世紀に入っても「カルリスタ」の運動は続いたが、1936年にカルロスの男系子孫が断絶すると、1713年王位継承法でもイザベルの息子であるアルフォンソ12世の男系子孫が王位継承者となるため、これを容認するかで内部分裂を起こして衰退することになった。現在のスペインの憲法体制下ではアルフォンソ12世の曾孫であるフアン・カルロス1世の子孫が男子優先長子相続制に基づいて王位を継承することになっている。